# Struganik
Struganik (Servisch: Струганик) is een plaats in de Servische gemeente Mionica. De plaats telt 276 inwoners (2002).

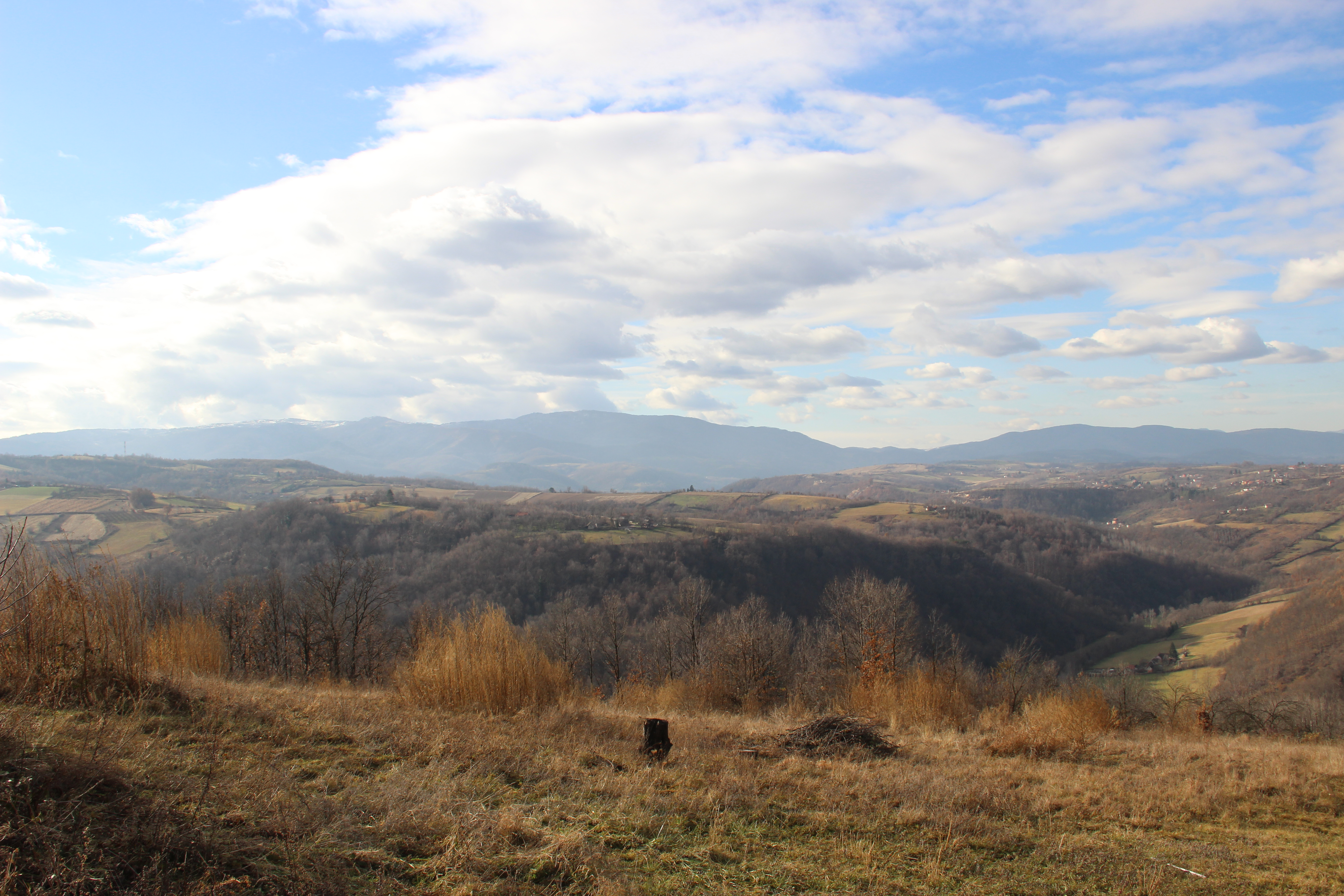
Struganik - panorama
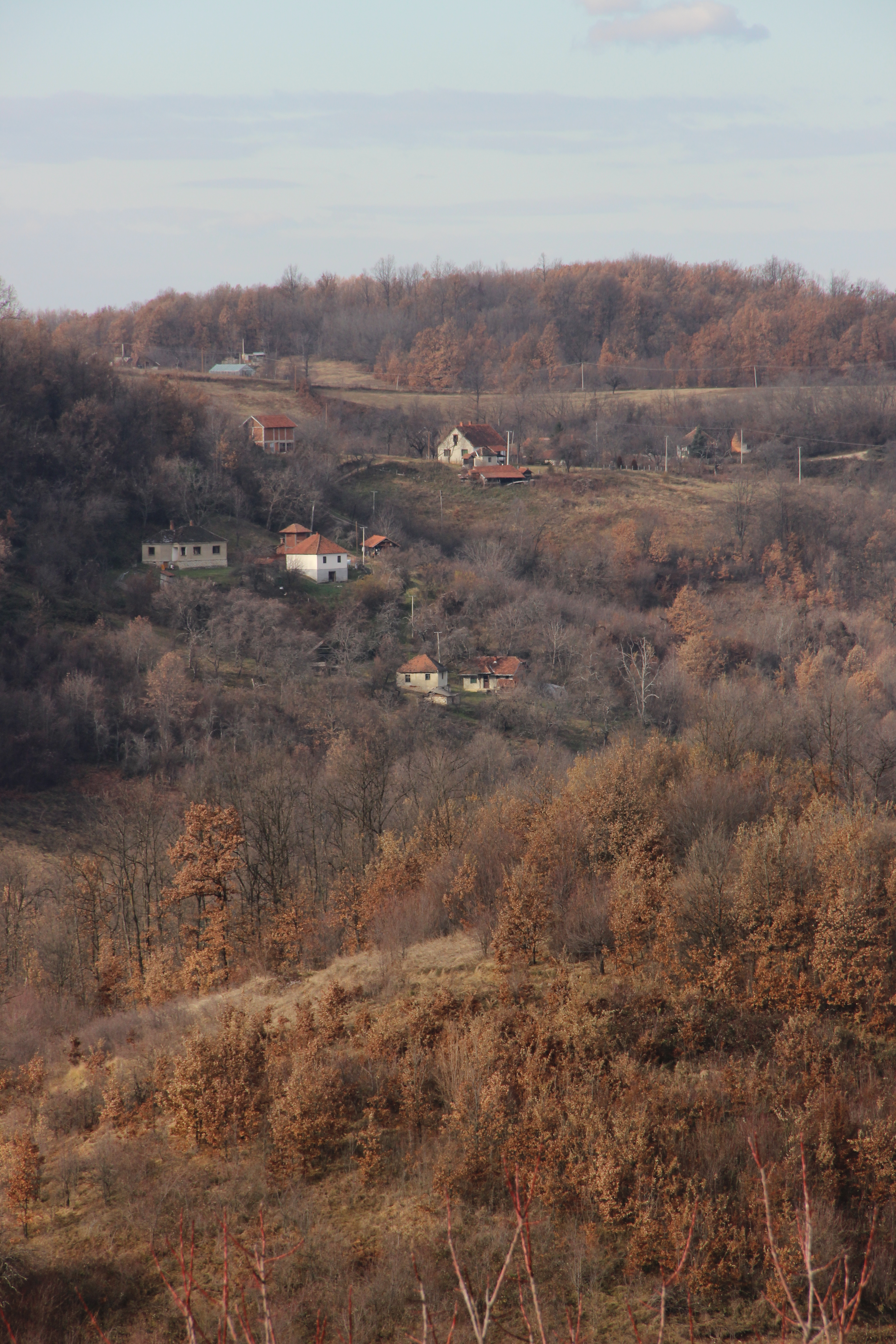
Struganik - panorama
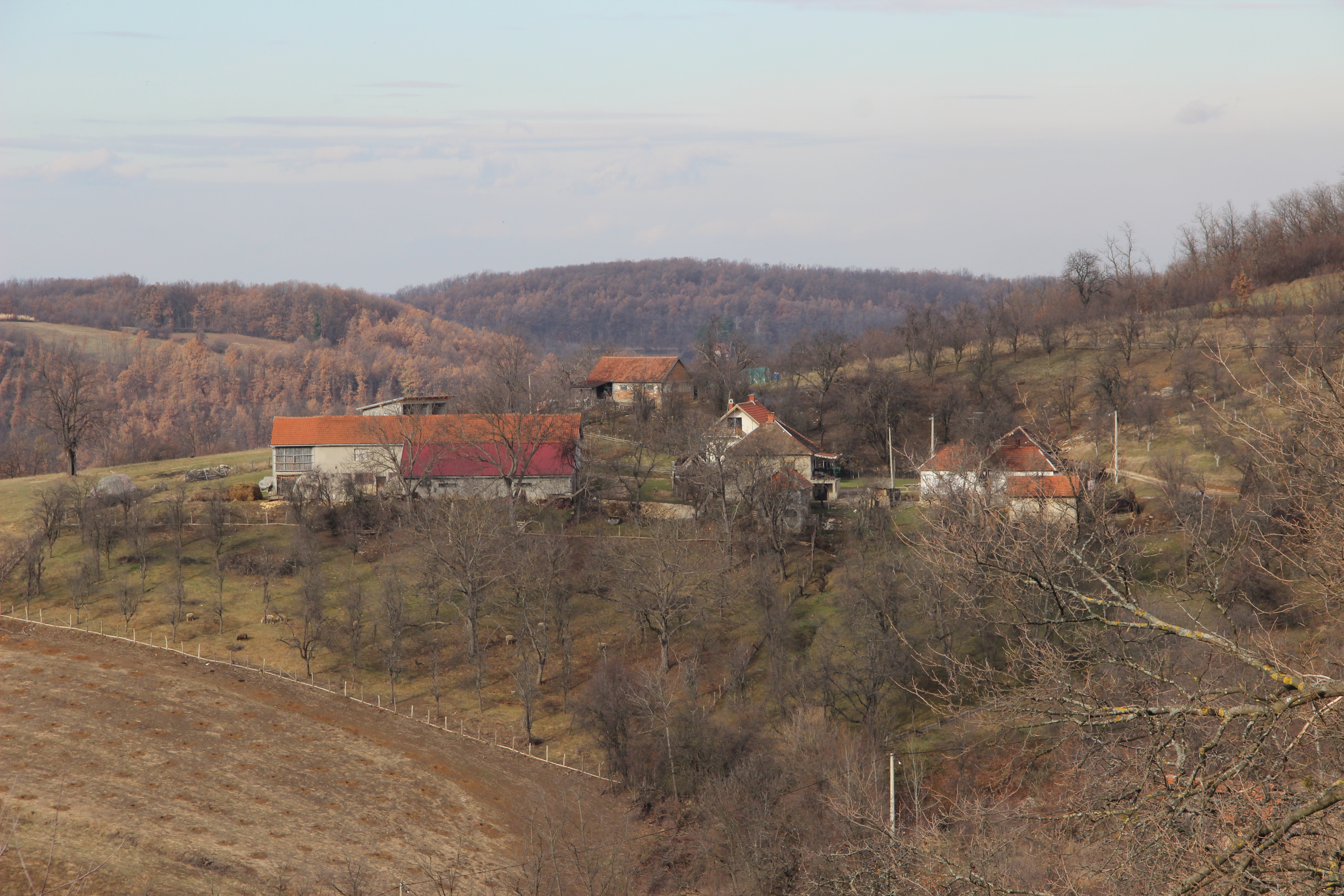
Struganik - panorama
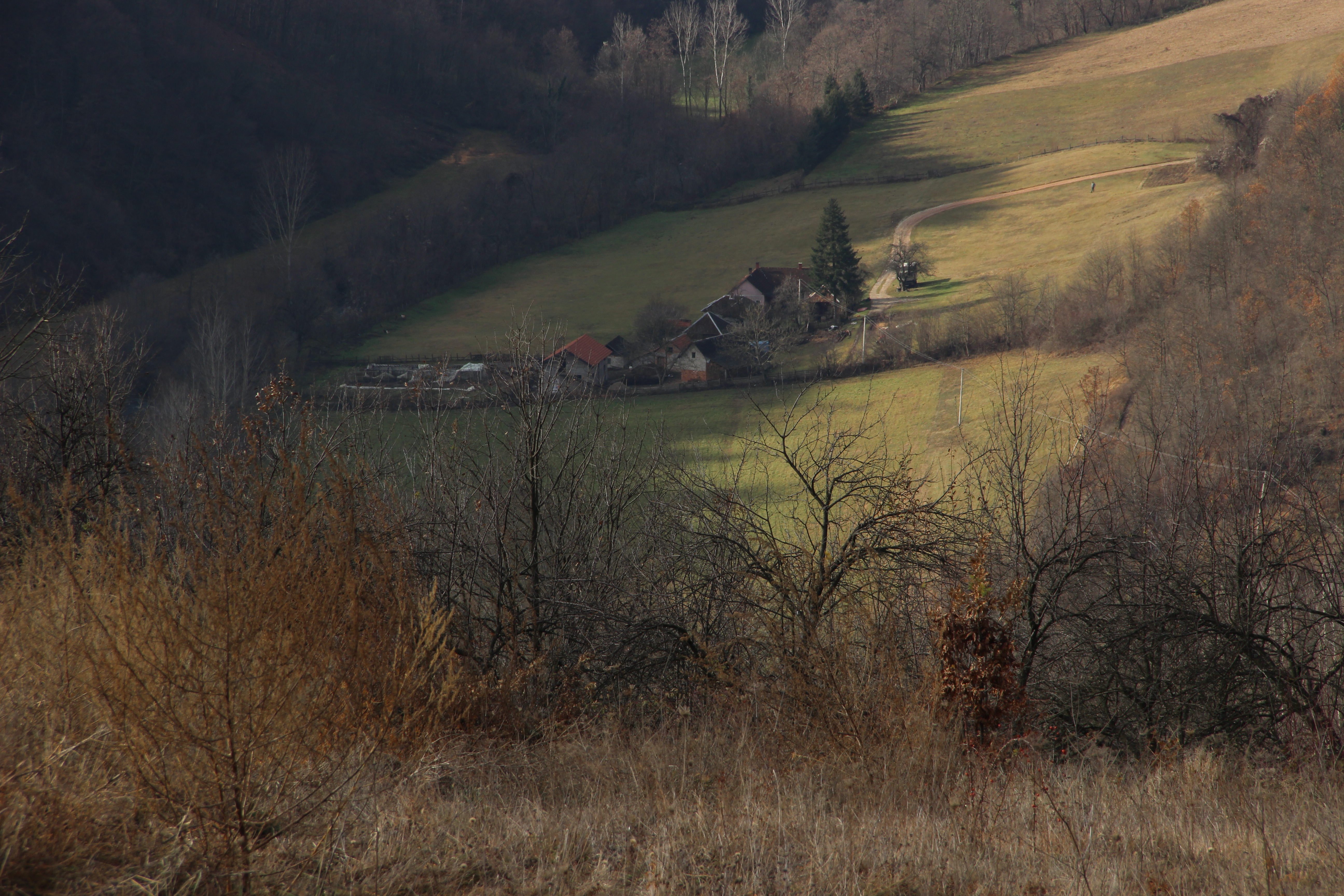
Struganik - panorama
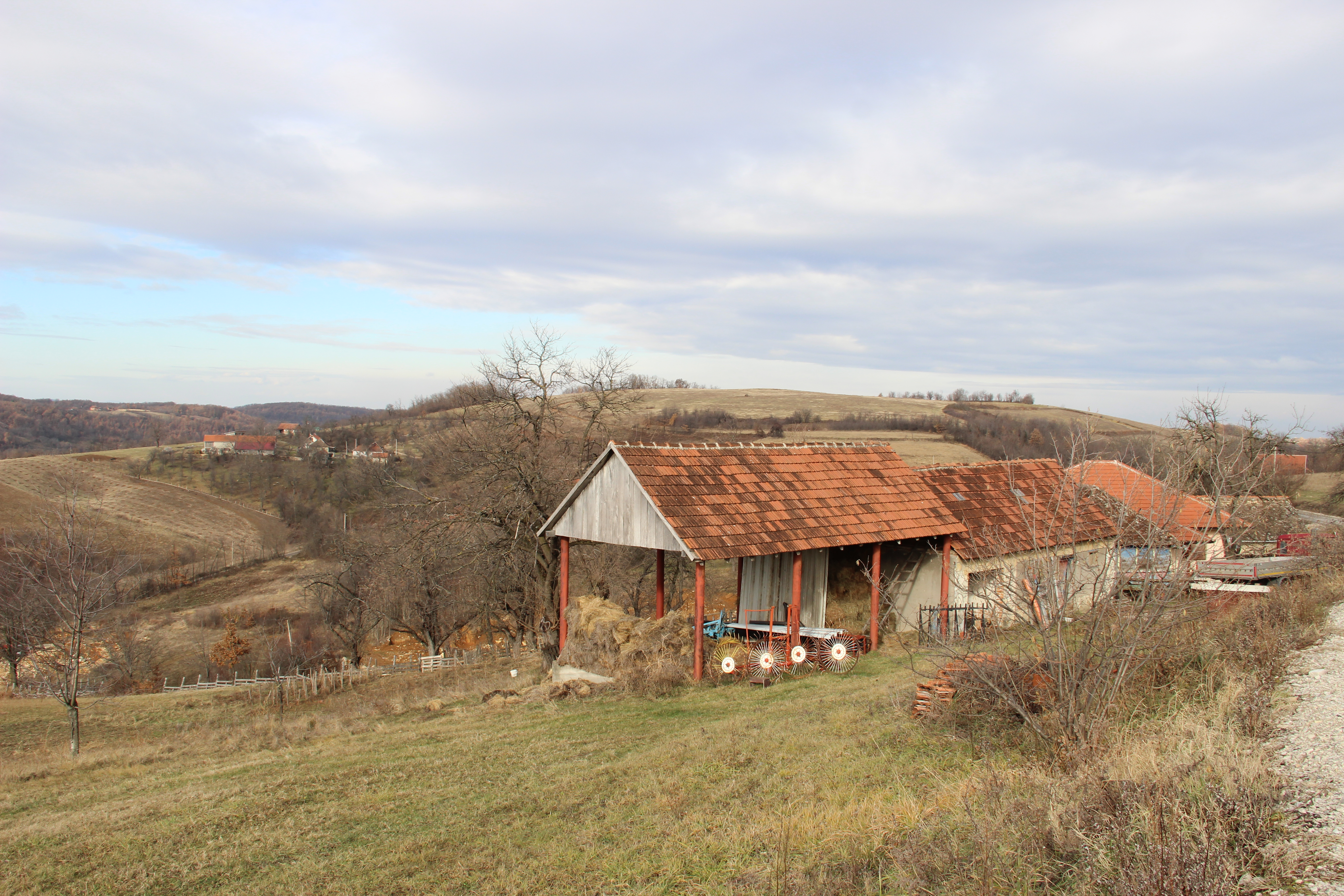
Struganik - panorama
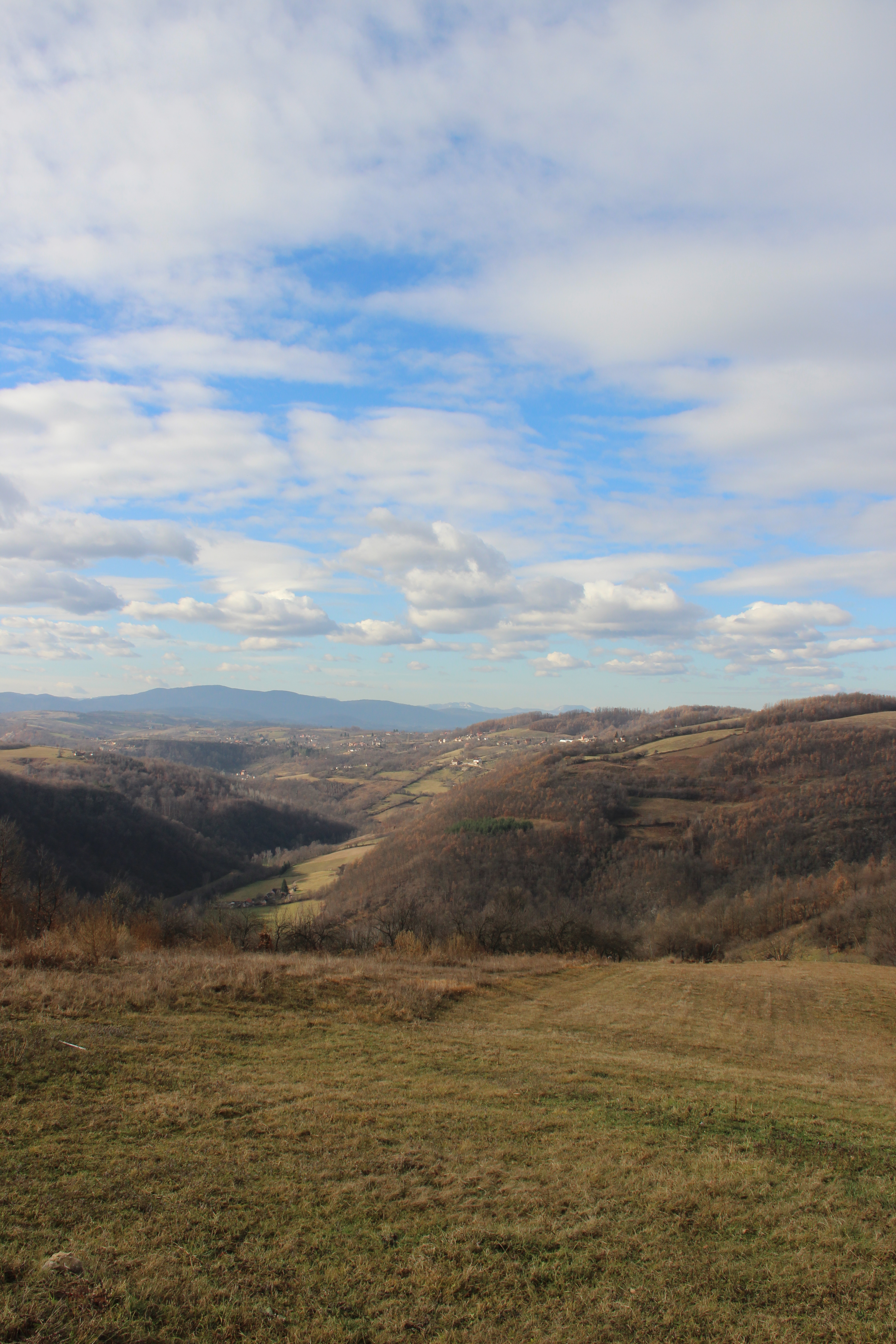
Struganik - panorama
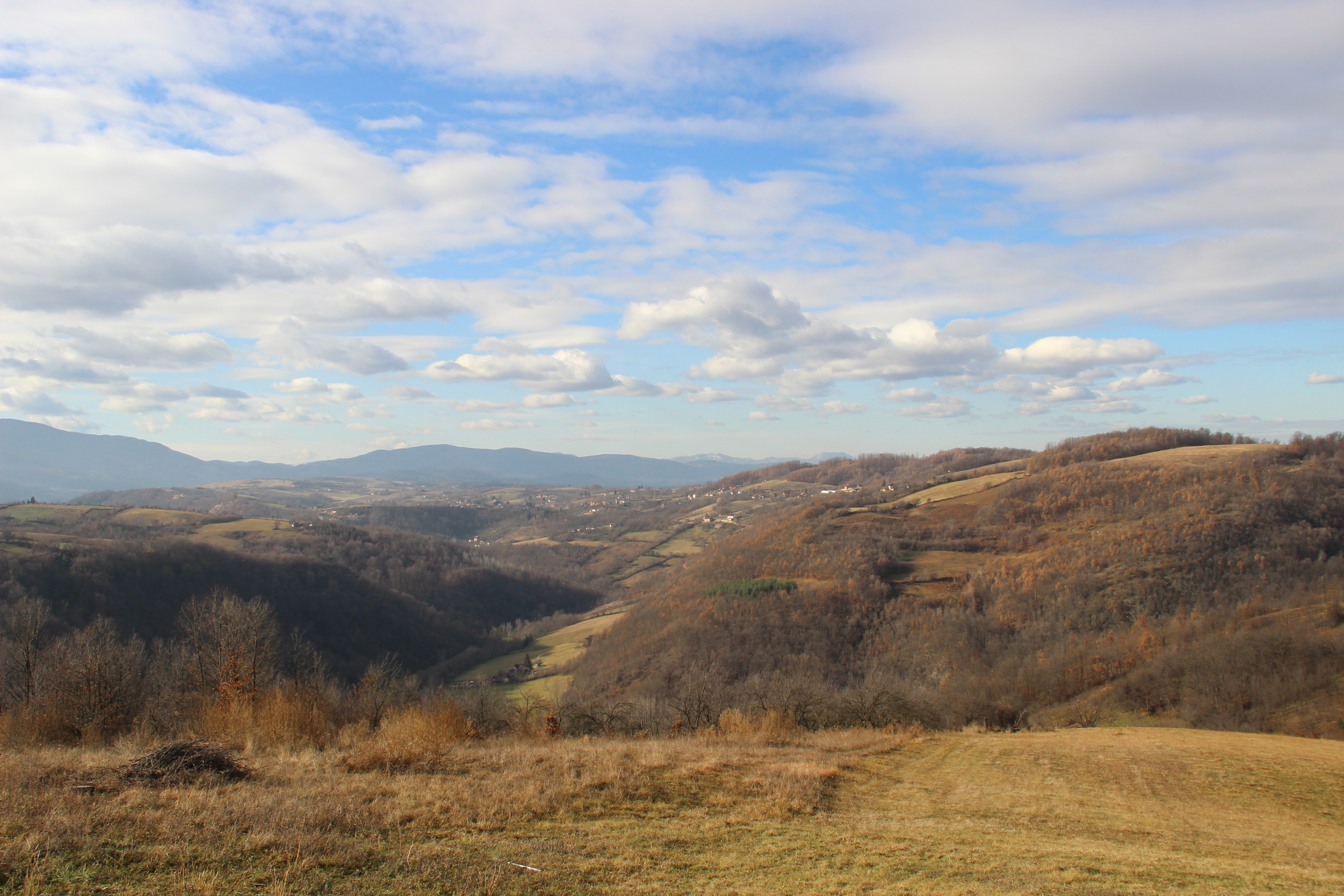
Struganik - panorama
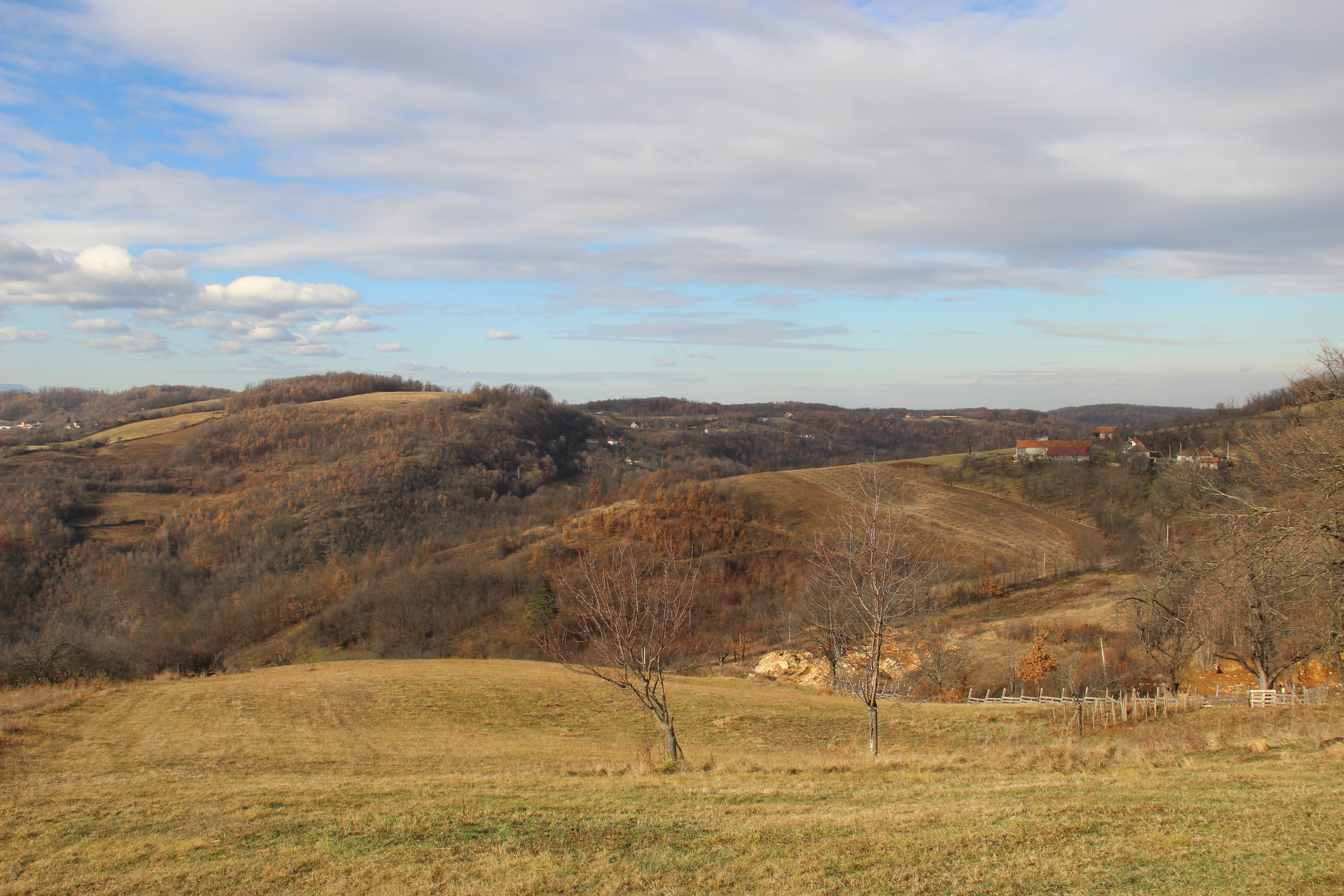
Struganik - panorama
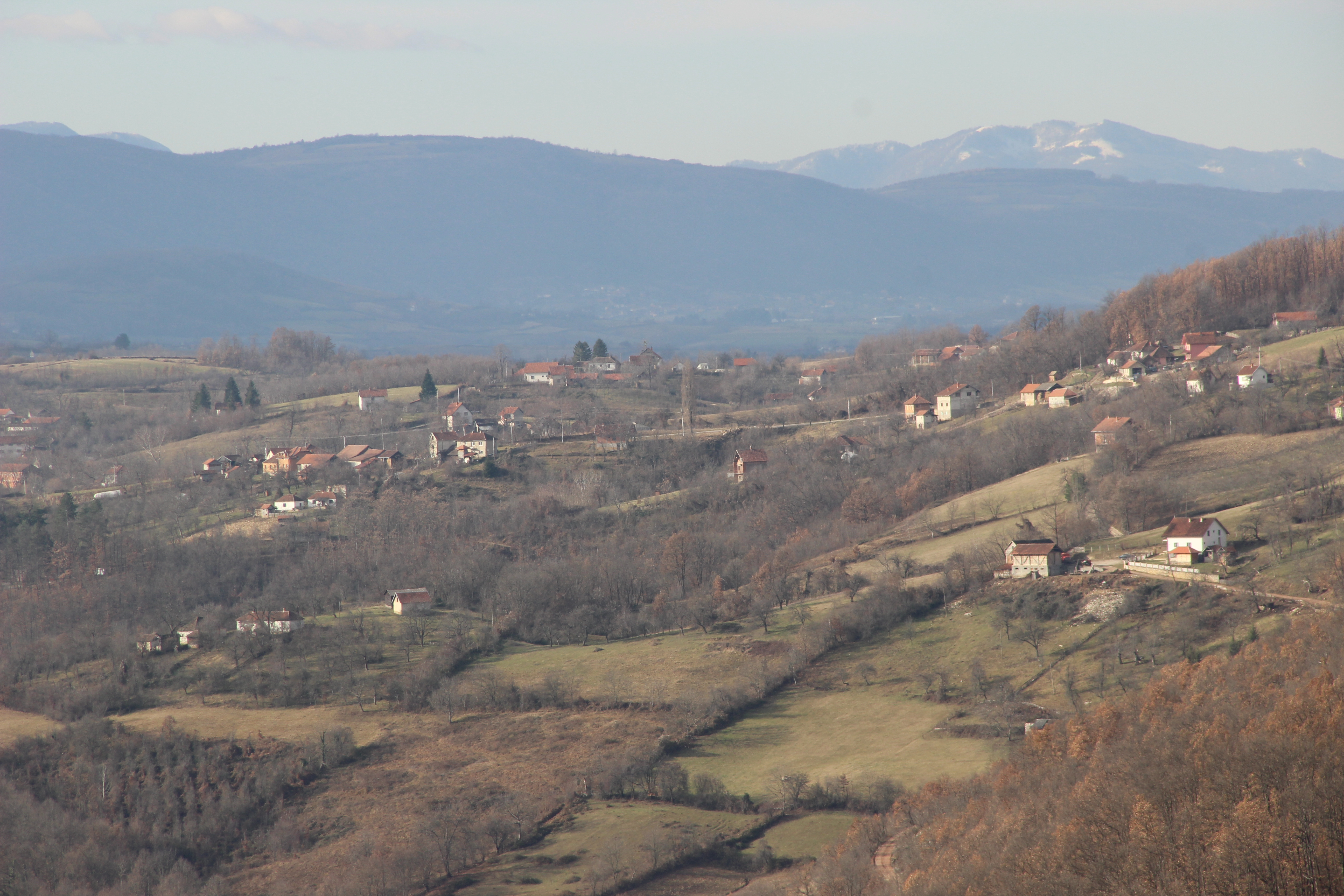
Struganik - panorama
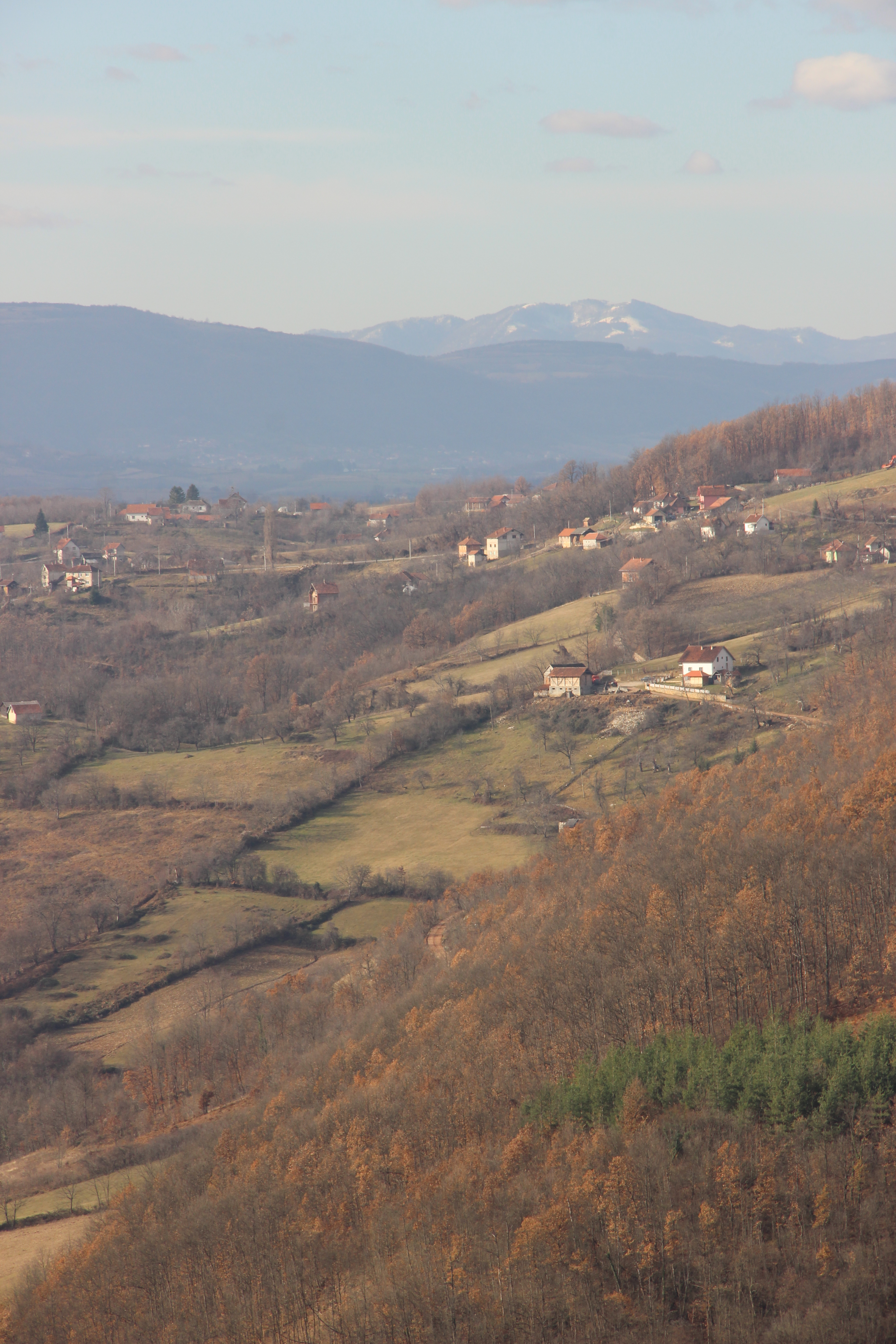
Struganik - panorama